# أحمد نواورة
أحمد نواورة مناضل ومجاهد ثوري ولد في غسيرة بباتنة سنة 1920، تولى قيادة الولاية الأولى برتبة عقيد وتوفي في ماي 1959 بتونس.

## نشأته
ولد أحمد نواورة سنة 1920 بمنطقة تاحمامت أولاد سي أحمد بدوار غسيرة، وترعرع في كنف عائلة متواضعة وتعلم مبادئ القراءة والكتابة في الزاوية، ثم واصل تعليمه في المدرسة حيث أظهر نبوغا كبيرا، لكنه تعرض لمعاملة خاصة من إدارة المدرسة ومعلميها، أجبرته على مغادرة مقاعد الدراسة.
شـد الرحال إلى فرنسا بعد تعرضه لمضايقات عديدة من طرف الشرطة الفرنسية وقضى هنالك عاما يناضل وسط الجالية الجزائرية ليعود بعدها إلى مسقط رأسه سنة 1947.

## نشاطه قبل الثورة
كـان من أوائل المنظمين إلى المنظمة الخاصة التابعة لحركة انتصار الحريات الديمقراطية فقد كان في الخلية الأولى التي تضم صالحي محمد الأمير«مسؤول» وأحمد نواورة «عضو» ومختاري محمد الصالح «عضو» ، وفي 1948 أختاره مصطفى بن بولعيد رفقة آخرين لجمع الأسلحة وتخزينها فكان يحضر الديناميت من منجم أشمول بصفته مسؤول المخزن هناك ويقوم بصنع القنابل إلى أن تم كشفه فألقت عليه السلطات القبض وأدخلته السجن حيث تعرض للتعذيب لمدة ثمانية أشهر ثم أطلق سراحه.

## نشاطه أثناء الثورة
في أول نوفمبر اختاره بن بولعيد ليكون على رأس فوج قوامه 40 رجلا لمهاجمة آريس لكن الفوج لم يحضر في الوقت المحدد ، ونتيجة للعمليات التي قادها في آريس قام الاستعمار الفرنسي بتدمير منزله وقتل والده وأخيه عبد العزيز ، ثم أخذ في التدرج في القيادة فتولى قيادة أفوج من المجاهدين في جبل المحمل بوادي عبدة في ثنية العابد  وشارك في الوفد الممثل للولاية الأولى في مؤتمر الصومام غير أن الظروف لم تسمح للوفد بالوصول إلى مكان انعقاد المؤتمر.
في 02 أفريل 1957 استدعي إلى تونس من قبل لجنة التنسيق والتنفيذ وعين عضوا في مجلس قيادة الولاية الأولى مكلفا بالاتصالات، وبعد ذهاب العقيد محمد لعموري إلى مجلس قيادة لجنة العمليات العسكرية الشرقية في أفريل 1958، تمت ترقية أحمد نواورة إلى عقيد قائد للولاية الأولى.

## استشهاده
تم اعتقاله في مدينة الكاف التونسية يوم 16 نوفمبر 1958  وتم محاكمته من طرف الحكومة المؤقتة فيما يعرف بحادثة العقداء وحكم عليه بالإعدام واستشهد في مارس 1959.